# Psilocybe montana
Psilocybe roux sombre, Psilocybe montagnard
Espèce
Psilocybe montana, le Psilocybe montagnard ou Psilocybe roux sombre[réf. nécessaire], est une espèce de champignons de la famille des Strophariaceae. Il s'agit d'une espèce toxique.

## Liste des formes et variétés
Selon MycoBank (19 janvier 2023) :
- Psilocybe montana f. montana
- Psilocybe montana var. macrospora Noordel. & Verduin, 1999
- Psilocybe montana var. montana

## Systématique
Le nom correct complet (avec auteur) de ce taxon est Psilocybe montana (Pers.) P. Kumm., 1871,.
L'espèce a été initialement classée dans le genre Agaricus sous le basionyme Agaricus montanus Pers., 1796.
Psilocybe montana a pour synonymes :
- Agaricus atrorufus Schaeff., 1774
- Agaricus montanus Pers., 1796
- Astylospora lateritia Murrill, 1918
- Atylospora lateritia Murrill (1918), 1918
- Psilocybe montana (Pers.) P. Kumm., 1871

## Publication originale
- (de) Paul Kummer, Der Führer in die Pilzkunde : Anleitung zum methodischen, leichten und sichern Bestimmen der in Deutschland vorkommenden Pilze : mit Ausnahme der Schimmel- und allzu winzigen Schleim- und Kern-Pilzchen, Zerbst, 1871, 146 p. (DOI 10.5962/BHL.TITLE.50494, lire en ligne).